# SKV Oostakker
SKV Oostakker is een Belgische voetbalclub uit Oostakker. De club is bij de KBVB aangesloten met stamnummer 8713 en heeft geel en zwart als kleuren. De club ontstond in 1979 door de fusie van twee clubs uit Oostakker die niet bij de KBVB waren aangesloten.

## Geschiedenis
In 1979 fuseerden SV Oostakker en SK Oostakker, twee clubs uit het Katholiek Sportverbond tot Sportkring Klub Verbroedering Oostakker. Een jaar later ging de club van start in de KBVB in Vierde Provinciale.
Tot 1990 speelde de club in de laagste provinciale afdeling, maar men promoveerde dat jaar naar Derde Provinciale. De club groeide verder en klom in 2001 naar Tweede Provinciale. Daar trof men dorpsgenoot KFC Oostakker, dat zijn laatste seizoen afwerkte, SKV eindigde vijfde, één plaats hoger dan de rood-witte rivaal. De club verliet intussen het vertrouwde terrein aan de Moststraat en ging in de Eikstraat spelen.
In 2003 werd SKV kampioen in Tweede Provinciale en promoveerde voor het eerst in zijn geschiedenis naar Eerste Provinciale. Het eerste seizoen was een fantastisch succes met een derde plaats, maar het volgende seizoen eindigde de club voorlaatste in de stand.
De hoogconjunctuur was voorbij en in 2006 kwam geel-zwart in Derde Provinciale terecht. In 2007 werd men daar nog kampioen, maar er volgden in 2009 en 2010 twee opeenvolgende degradaties, waardoor men in Vierde Provinciale belandde.
In de lente van 2019 volgde na een lang verblijf in de onderste reeks een promotie naar Derde Provinciale, maar dat duurde maar één seizoen, want toen de competities in maart 2020 werden stilgelegd door de coronacrisis stond SKV voorlaatste, waardoor het opnieuw naar Vierde Provinciale zakte. Het terrein in de Eikstraat werd verlaten en nu speelt men in de Sint-Jozefstaat op de oude jeugdterreinen van de club.
De club beschikt naast het A-elftal over een bloeiende jeugdafdeling met maar liefst 27 ploegen in competitie in 2019-2020.

## Resultaten
| Seizoen | Klasse | Klasse | Klasse | Klasse | Klasse | Klasse | Klasse | Klasse | Klasse | Reeks                                                    | Punten                                                   | Opmerkingen                                                                                            |  |
|         | I      | I      | II     | III    | IV     | P.I    | P.II   | P.III  | P.IV   |                                                          |                                                          | |  |
| ------- | ------ | ------ | ------ | ------ | ------ | ------ | ------ | ------ | ------ | -------------------------------------------------------- | -------------------------------------------------------- | --- |  |
| 2004/05 |        |        |        |        |        | 4      |        |        |        | 1e prov. O-Vl                                            | 47                                                       | |  |
| 2004/05 |        |        |        |        |        | 15     |        |        |        | 1e prov. O-Vl                                            | 26                                                       | Rechtstreekse degradatie.                                                                              |  |
| 2005/06 |        |        |        |        |        |        | 16     |        |        | 2e prov. C O-Vl                                          | 18                                                       | Rechtstreekse degradatie.                                                                              |  |
| 2006/07 |        |        |        |        |        |        |        | 1      |        | 3e prov. B O-Vl                                          | 64                                                       | Rechtstreekse promotie wegens kampioenstitel.                                                          |  |
| 2007/08 |        |        |        |        |        |        | 11     |        |        | 2e prov. C O-Vl                                          | 39                                                       | |  |
| 2008/09 |        |        |        |        |        |        | 16     |        |        | 2e prov. A O-Vl                                          | 25                                                       | Rechtstreekse degradatie.                                                                              |  |
| 2009/10 |        |        |        |        |        |        |        | 15     |        | 3e prov. B O-Vl                                          | 24                                                       | Rechtstreekse degradatie.                                                                              |  |
| 2010/11 |        |        |        |        |        |        |        |        | 12     | 4e prov. E O-Vl                                          | 22                                                       | |  |
| 2011/12 |        |        |        |        |        |        |        |        | 9      | 4e prov. E O-Vl                                          | 36                                                       | |  |
| 2012/13 |        |        |        |        |        |        |        |        | 11     | 4e prov. B O-Vl                                          | 44                                                       | |  |
| 2013/14 |        |        |        |        |        |        |        |        | 15     | 4e prov. A O-Vl                                          | 20                                                       | |  |
| 2014/15 |        |        |        |        |        |        |        |        | 10     | 4e prov. A O-Vl                                          | 38                                                       | |  |
| 2015/16 |        |        |        |        |        |        |        |        | 7      | 4e prov. A O-Vl                                          | 36                                                       | |  |
|         | 1A     | 1B     | 1Am    | 2Am    | 3Am    | P.I    | P.II   | P.III  | P.IV   | Vanaf 2016-17 zijn er 3 nationale en 2 regionale niveaus | Vanaf 2016-17 zijn er 3 nationale en 2 regionale niveaus | Vanaf 2016-17 zijn er 3 nationale en 2 regionale niveaus                                               |  |
| 2016/17 |        |        |        |        |        |        |        |        | 11     | 4e prov. A O-Vl                                          | 25                                                       | |  |
| 2017/18 |        |        |        |        |        |        |        |        | 9      | 4e prov. C O-Vl                                          | 42                                                       | |  |
| 2018/19 |        |        |        |        |        |        |        |        | 3      | 4e prov. A O-Vl                                          | 59                                                       | Promotie.                                                                                              |  |
| 2019/20 |        |        |        |        |        |        |        | 15     |        | 3e prov. A O-Vl                                          | 15                                                       | Competitie vroegtijdig stopgezet wegens uitbraak van de COVID-19-pandemie. Rechtstreekse degradatie.   |  |
| 2020/21 |        |        |        |        |        |        |        |        |        | 4e prov. A O-Vl                                          |                                                          | Competitie vroegtijdig stopgezet wegens Covid-19. SKV Oostakker stond na 5 speeldagen 3e met 9 punten. |  |
| 2021/22 |        |        |        |        |        |        |        |        | 2      | 4e prov. A O-Vl                                          | 61                                                       | Verlies in de eindronde tegen Winnik B.                                                                |  |
| 2022/23 |        |        |        |        |        |        |        |        | 1      | 4e prov. A O-Vl                                          | 73                                                       | Rechtstreekse promotie wegens kampioenstitel.                                                          |  |
| 2022/23 |        |        |        |        |        |        |        | 12     |        | 3e prov. C O-Vl                                          | 36                                                       | |  |
| 2023/24 |        |        |        |        |        |        |        |        |        |                                                          |                                                          | |  |